# Landtagswahl in Baden-Württemberg 1960
- SPD: 44
- FDP/DVP: 18
- CDU: 52
- GB/BHE: 7

Die Landtagswahl in Baden-Württemberg 1960 fand am 15. Mai statt. Den größten Stimmenzuwachs konnte die SPD verbuchen, die aber dennoch als einzige Partei aus der Allparteienkoalition ausschied und fortan als einzige Oppositionspartei fungierte. Am 12. März 1961 fand eine Wiederholungswahl in zwei Wahlkreisen in Waiblingen statt, wonach der CDU ein Überhangmandat zufiel und sich die Gesamtanzahl der Sitze von 120 auf 121 erhöhte. Die Wiederholung war wegen des Urteils des Staatsgerichtshofs vom 6. Februar 1961 nötig geworden, weil CDU und FDP die beiden Wahlkreise unter sich aufgeteilt hatten und sich ein nicht aufgestellter FDP-Kandidat dadurch benachteiligt sah.

## Ausgangslage
Ausgangslage war eine Allparteienkoalition, die bis zum 17. Dezember 1958 von Ministerpräsident Gebhard Müller und danach von Ministerpräsident Kurt Georg Kiesinger geführt wurde.

## Ergebnis
| Partei                 | Stimmen   | Anteil           | Sitze | Direkt- mandate | Sitze 1956 |
| CDU                    | 1.163.352 | 39,45 %          | 52    | 34              | 56         |
| SPD                    | 1.040.911 | 35,30 %          | 44    | 33              | 36         |
| FDP/DVP                | 466.908   | 15,84 %          | 18    | 3               | 21         |
| GB/BHE                 | 194.402   | 6,59 %           | 7     |                 | 7          |
| DP                     | 47.410    | 1,61 %           |       |                 |            |
| BdD                    | 15.333    | 0,52 %           |       |                 |            |
| VFS                    | 14.918    | 0,51 %           |       |                 |            |
| DG                     | 5.326     | 0,18 %           |       |                 |            |
| gültige Stimmen        | 2.948.560 | 100,00 % 97,37 % | 121   | 70              | 120        |
| ungültige Stimmen      | 79.688    | 2,63 %           |       |                 |            |
| Wähler Wahlbeteiligung | 3.028.248 | 100,00 % 58,95 % |       |                 |            |
| Wahlberechtigte        | 5.136.768 | 100,00 %         |       |                 |            |

| Partei                 | Stimmen   | Anteil           | Sitze | Direkt- mandate |
| ---------------------- | --------- | ---------------- | ----- | --------------- |
| CDU                    | 1.162.206 | 39,43 %          | 51    | 34              |
| SPD                    | 1.044.301 | 35,43 %          | 44    | 33              |
| FDP/DVP                | 459.320   | 15,58 %          | 18    | 3               |
| GB/BHE                 | 197.349   | 6,70 %           | 7     |                 |
| DP                     | 48.416    | 1,64 %           |       |                 |
| BdD                    | 15.430    | 0,52 %           |       |                 |
| VFS                    | 14.918    | 0,51 %           |       |                 |
| DG                     | 5.326     | 0,18 %           |       |                 |
| gültige Stimmen        | 2.947.266 | 100,00 % 97,34 % | 120   | 70              |
| ungültige Stimmen      | 80.395    | 2,66 %           |       |                 |
| Wähler Wahlbeteiligung | 3.027.661 | 100,00 % 59,01 % |       |                 |
| Wahlberechtigte        | 5.130.406 |                  |       |                 |

|                 | Nordwürttemberg | Nordwürttemberg   | Nordwürttemberg | Nordwürttemberg | Nordbaden | Nordbaden         | Nordbaden | Nordbaden       | Südbaden  | Südbaden          | Südbaden | Südbaden        | Südwürttemberg- Hohenzollern | Südwürttemberg- Hohenzollern | Südwürttemberg- Hohenzollern | Südwürttemberg- Hohenzollern |
| Anzahl/ Stimmen | %               | Direkt- man- date | Sitze           | Anzahl/ Stimmen | %         | Direkt- man- date | Sitze     | Anzahl/ Stimmen | %         | Direkt- man- date | Sitze    | Anzahl/ Stimmen | %                            | Direkt- man- date            | Sitze                        |                              |
| --------------- | --------------- | ----------------- | --------------- | --------------- | --------- | ----------------- | --------- | --------------- | --------- | ----------------- | -------- | --------------- | ---------------------------- | ---------------------------- | ---------------------------- | ---------------------------- |
| Wahlberechtigte | 2.029.127       |                   |                 |                 | 1.150.914 |                   |           |                 | 1.047.685 |                   |          |                 | 909.042                      |                              |                              |                              |
| Wähler          | 1.227.451       | 60,5              |                 |                 | 686.284   | 59,6              |           |                 | 571.720   | 54,6              |          |                 | 542.793                      | 59,7                         |                              |                              |
| Gültige Stimmen | 1.201.623       | 97,9              |                 |                 | 664.607   | 96,8              |           |                 | 552.246   | 96,6              |          |                 | 530.084                      | 97,7                         |                              |                              |
|                 |                 |                   |                 |                 |           |                   |           |                 |           |                   |          |                 |                              |                              |                              |                              |
| CDU             | 371.057         | 30,9              | 6               | 15              | 266.843   | 40,2              | 7         | 12              | 262.223   | 47,5              | 13       | 13              | 263.229                      | 49,7                         | 8                            | 12                           |
| SPD             | 465.371         | 38,7              | 19              | 19 *            | 258.381   | 38,9              | 9         | 11              | 169.921   | 30,2              | 1        | 8               | 150.238                      | 28,3                         | 4                            | 6                            |
| FDP/DVP         | 236.010         | 19,6              | 2               | 9               | 77.771    | 11,7              |           | 3               | 70.139    | 12,7              |          | 3               | 82.988                       | 15,7                         | 1                            | 3                            |
| GB/BHE          | 106.193         | 8,8               |                 | 4               | 41.677    | 6,3               |           | 1               | 24.105    | 4,4               |          | 1               | 22.427                       | 4,2                          |                              | 1                            |
| DP              | 8.890           | 0,7               |                 |                 | 11.902    | 1,8               |           |                 | 23.579    | 4,3               |          |                 | 3.039                        | 0,6                          |                              |                              |
| BdD             | 5.737           | 0,5               |                 |                 | 3.470     | 0,5               |           |                 | 3.786     | 0,7               |          |                 | 2.340                        | 0,4                          |                              |                              |
| VFS             | 6.468           | 0,5               |                 |                 | 3.180     | 0,5               |           |                 | —         |                   |          |                 | 5.270                        | 1,0                          |                              |                              |
| DG              | 1.897           | 0,2               |                 |                 | 1.383     | 0,2               |           |                 | 1.493     | 0,3               |          |                 | 553                          | 0,1                          |                              |                              |

Liste der Mitglieder des Landtags von Baden-Württemberg (3. Wahlperiode)

## Regierungsbildung
Die Koalition aller im Landtag vertretenen Parteien wurde nicht fortgesetzt und durch eine Koalition aus CDU, FDP/DVP und GB/BHE ersetzt. Die SPD ging in die Opposition. Die zweite Regierung Kiesinger trat ihr Amt am 23. Juni 1960 an.